# Sextus Julius Severus
Sextus Julius Severus was een Romeins politicus onder keizer Hadrianus. Hij behoorde tot de patriciërsstand. Zijn volledige naam luidde Gnaius Minicius Faustinus Sextus Julius Severus.
Tussen 120 en 126 vervulde Severus diverse militaire ambten in Opper-Pannonië, waarin hij zijn strategische kwaliteiten bewees. In 126 werd hij benoemd tot gouverneur van Opper-Dacië. In 127 was hij consul, waarna hij van 128 tot ca. 131 gouverneur was van Moesia Inferior.
Rond 131 werd Severus benoemd tot gouverneur van Britannia. De bouw van de muur van Hadrianus, waar al geruime tijd voor zijn benoeming een begin mee was gemaakt, vorderde tijdens zijn bewind. Uit het feit dat Hadrianus in Severus juist een kundig generaal naar de provincia stuurde en uit de vermelding in bij Fronto dat er in deze periode veel slachtoffers te betreuren waren, maakt men wel op dat de bouw van de muur met hevige strijd gepaard ging, mogelijk omdat traditionele handelsroutes door de muur werden doorsneden.
Vanaf vermoedelijk eind 134 (of volgens sommigen begin 135) was Severus legatus Augusti pro praetore van Judea. Tijdens het bewind van zijn voorganger Quintus Tineius Rufus was onder leiding van Sjimon bar Kochba een opstand uitgebroken (132), maar Tineius Rufus slaagde er niet in de opstand te beteugelen. Daarop liet Hadrianus Severus overkomen uit Brittannië en zond nog enkele andere van zijn beste generaals met hem mee. Severus slaagde erin Jeruzalem op Bar Kochba te veroveren (135). Bar Kochba en de overgebleven strijders trokken zich terug in het fort Betar, maar Severus veroverde het fort en doodde Bar Kochba en zijn mannen. In de nasleep van de opstand werden de meeste Joden uit Judea verdreven. De naam van de provincie werd gewijzigd van Judea (dat verwees naar het Joodse karakter van de provincie) naar Syria-Palaestina. Severus zelf werd geëerd met de ornamenta triumphalia. Hij bleef nog enige tijd gouverneur van de provincie.
Op basis van de inscriptie waarop Severus' carrière vermeld staat neemt men gewoonlijk aan dat Severus na zijn termijn in Judea/Syria Palaestina benoemd werd in het prestigieuze ambt van legatus Augusti pro praetore van Syria. Deze benoeming moet dan hebben plaatsgevonden vóór de dood van Hadrianus in 138 (op de inscriptie wordt Hadrianus nog niet als divus aangeduid). Sommigen betwijfelen echter of deze benoeming inderdaad heeft plaatsgevonden en menen dat Syria in de inscriptie betrekking heeft op Syria Palaestina.